# بيل بوينتون
بيل بوينتون (بالإنجليزية: Bill Pointon)‏ (25 نوفمبر 1920 في المملكة المتحدة - 6 يناير 2008 ببورتسموث في المملكة المتحدة) هو لاعب كرة قدم بريطاني (وحمل سابقاً جنسية المملكة المتحدة لبريطانيا العظمى وأيرلندا) في مركز الهجوم. لعب مع بورت فايل وكوينز بارك رينجرز ونادي برينتفورد وليك تاون ‏.